# Natallia Safronnikava
Natallia Safronnikava (Bielorrusia, 28 de febrero de 1973) es una atleta bielorrusa especializada en la prueba de 4 x 100 m, en la que ha logrado ser medallista de bronce europea en 2006.

## Carrera deportiva
En el Campeonato Europeo de Atletismo de 2006 ganó la medalla de bronce en los relevos 4 x 100 m, con un tiempo de 43.61 segundos, llegando a meta tras Rusia y Reino Unido, siendo sus compañeras de equipo: Yulia Nestsiarenka, Alena Neumiarzhitskaya y Aksana Drahun.